# アルケスティス (ギリシア悲劇)

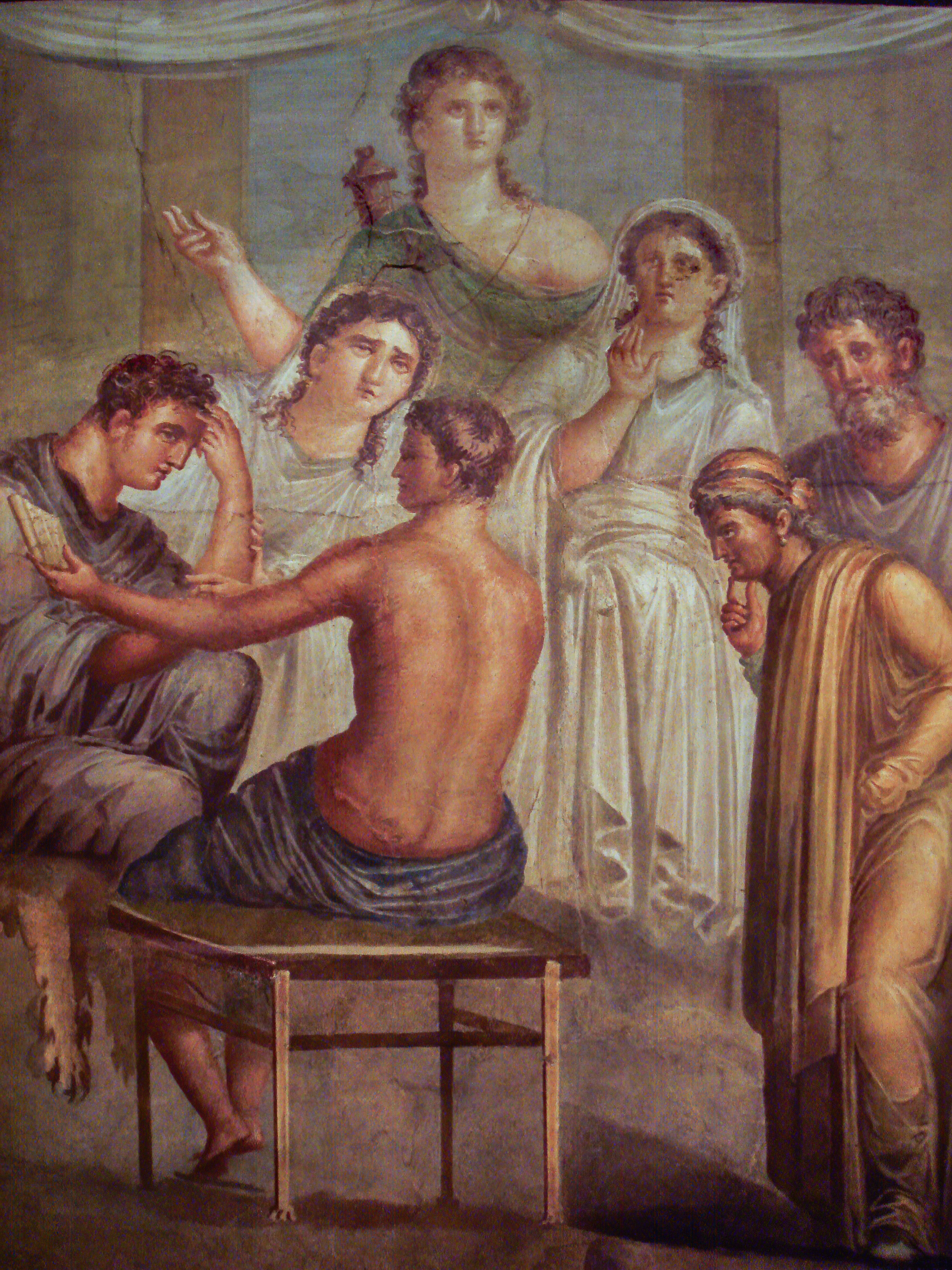
アルケスティスとアドメトス。45年～79年ごろに製作されたものとみられる古代ローマのフレスコ画。

『アルケスティス』（アルケーススティス、希: Ἄλκηστις, Alkēstis）は、エウリピデスによるギリシア悲劇。
死期が迫ったテッタリア地方ペライの王アドメートスが、アポローンの好意によって身代わりを出せば命が助かることとなり、最終的に妃のアルケースティスが身代わりとなって死ぬが、ヘーラクレースが彼女を救い出すという神話を題材とする。
紀元前438年のディオニューシア祭で
- 『クレタの女たち』
- 『テレフォス』
- 『プソフィスのアルクマイオン』

の三部作に続くサテュロス劇の代わりに上演され、二等賞を得た。
エウリピデスの現存する作品の中では最も古いものと目されるが、それでも作家が50歳に近いころのものであるから、全体としては中期の後半あたりに属すると言える。

## 登場人物
- アポロン　主神ゼウスの息子である青年神
- タナトス　死を司る老神
- アルケスティス　アドメトスの妻
- アドメトス　テッサリアの北部ペライ市の王
- ペレス　アドメトスの老父
- ヘラクレス　アドメトスの友人。ギリシア神話最大の英雄
- 召使い　アドメトスの家の召使たち
- ペライの老人たち　合唱隊を形成する

## あらすじ
アポロンとタナトスによる懸け合いで、下界に追放されたアポロンを助けたアドメトスが、報徳として身代わりを立てることで早世を免れる機会を得て、その身代わりとなったアルケスティスの命をついにタナトスが受け取りにきた、というこれまでの経緯が説明される。
老人たちによる嘆きの後、死を目前にしたアルケスティスが床からアドメトスに最後の別れを告げる。アドメトスの励ましも空しく、アルテスティスは事後のことを頼んで息を引き取る。そこへトラキアのディオメデスのもとへ向かう途中のヘラクレスが訪れる。アドメトスは友人歓待の伝統に従い、アルケスティスの死を隠してヘラクレスを厚くもてなす。一方でアドメトスはアルケスティスの悔み事を言いに来たペレスと口論になる。アドメトスは老いて行く先少ない身でありながら実の息子のために命を惜しんだ両親を責める。対してペレスは今日まで育てた恩と豊かな財産を残してやった上に、さらに命までよこせとは暴慢だと責め立てる。
その頃、ヘラクレスは召使いからアドメトスが隠していたこと、アルケスティスが亡くなったことを知る。アドメトスの友情に感激したヘラクレスはアルケスティスを取り戻すため急ぎ冥府へ向かう。
アルケスティスの葬儀が終わり、その帰り道、アドメトスは老人たちに妻を失った深い悲しみを語る。そこへヘラクレスが現れ、アドメトスに被衣をした女を預けるから引き取るように言う。アドメトスはヘラクレスの好意に礼を言いつつ、アルケスティスへの思いから引き取りを拒む。そこでヘラクレスはアドメトスに女の手を取らせ、被衣を取って顔を見せ、彼女こそ自分が冥府から連れ戻してきたアルケスティスであることを示す。最後に、アルケスティスがこれから三日間は声を発してはならないことを告げると、ヘラクレスはトラキアへと旅立っていく。ヘラクレスを見送った後、アドメトスと老人たちが喜びを歌って物語の落着となる。

## 日本語訳
- 『ギリシア悲劇全集 第3巻 エウリピデス篇 Ⅰ』 呉茂一訳、人文書院、1960年
- 『世界古典文学全集9 エウリピデス』 呉茂一訳、筑摩書房、1965年
  - 文庫版『ギリシア悲劇Ⅲ エウリピデス（上）』 ちくま文庫、1986年
- 『ギリシア悲劇全集 5 エウリーピデースⅠ』 「アルケースティス」松平千秋訳、岩波書店、1990年
- エウリピデス『悲劇全集 1』 丹下和彦訳、京都大学学術出版会〈西洋古典叢書〉、2012年
- 『古典劇大系 第二卷 希臘篇（2）』 村松正俊訳、近代社、1925年
- 『世界戯曲全集 第一卷 希臘篇』 同上、近代社、1927年
- 『希臘悲壯劇 エウリーピデース 上』 田中秀央・内山敬二郎訳、世界文學社、1949年
- 『ギリシャ悲劇全集Ⅲ エウリーピデース編 Ⅰ』 内山敬二郎訳、鼎出版会、1977年。改訳